# Gerald Ressmann
Gerald Ressmann (* 24. Juli 1970 in Villach) ist ein ehemaliger österreichischer Eishockeyspieler, der zuletzt beim EHC Lustenau als Cheftrainer tätig war. Seit 2009 betreibt er zudem die Eishockeyschule Ressmann.

## Karriere
Ressmann begann seine Karriere in den Nachwuchsmannschaften des EC VSV und debütierte im Jahr 1987 in der Kampfmannschaft in der österreichischen Bundesliga. In den folgenden Jahren wuchs er zu einer wichtigen Stütze der Mannschaft heran und gewann 1993 mit dem Verein den Titel des Österreichischen Meisters. Insgesamt blieb er dem Verein neun Jahre lang treu, nur unterbrochen von einem einjährigen Engagement beim Wiener EV. 1997 unterzeichnete er einen Vertrag beim Villacher Lokalrivalen EC KAC, wo er weitere acht Jahre lang blieb, drei Meistertitel und einen Elite-Meistertitel feiern konnte. Die Saison 2000/01 wurde zu seiner erfolgreichsten, als er mit 111 Punkten aus 46 Spielen der Topscorer der österreichischen Liga war und mit einem Wert von +59 auch die Plus/Minus-Statistik anführte.
Nach seiner Zeit beim EC KAC wechselte er für zwei weitere Spielzeiten zu den Vienna Capitals. Aufgrund einer schweren Verletzung (Handgelenksbruch) musste er seine Karriere vorzeitig beenden. 2007 kehrte er zum EC KAC zurück und übernahm dort das Amt des Nachwuchsleiters bis 2014. Zusätzlich hatte Ressmann auch weitere Funktionen, wie die des Co-Trainers der Kampfmannschaft (2008/09 bis 2011/12) und die des U20-Trainers (2007/08, 2008/09, 2012/13, 2013/14). Des Weiteren konnte Ressmann als Cheftrainer der U20-Mannschaft des Clubs 2009 sowohl mit der Kampfmannschaft, als auch mit der U20- und der U17-Mannschaft den Meistertitel feiern.
2009 gründete er die Eishockeyschule Ressmann. Zwischen Februar 2016 und November 2017 wirkt er als Cheftrainer des  EHC Lustenau.

### International
Ressmann war über einen Zeitraum von fünfzehn Jahren ein fixer Bestandteil der österreichischen Nationalmannschaft und nahm unter anderem an drei olympischen Spielen teil (1994 in Lillehammer, 1998 in Nagano und 2002 in Salt Lake City). Insgesamt absolvierte er 140 Länderspiele für das Team Austria.

## Erfolge und Auszeichnungen

### Als Spieler
- 1993 Österreichischer Meister mit dem EC VSV
- 1998 Kärntner Eishockey Superstar des Jahres
- 1999 Kärntner Eishockey Superstar des Jahres
- 2000 Sieger der Eliteliga mit dem EC KAC
- 2000 Österreichischer Meister mit dem EC KAC
- 2001 Österreichischer Meister mit dem EC KAC
- 2001 Topscorer und meiste Assists der Österreichischen Eishockey-Liga
- 2004 Österreichischer Meister mit dem EC KAC

### Als Trainer
- 2008 U20-Vizemeister mit dem EC KAC
- 2009 Österreichischer Meister mit dem EC KAC (als Co-Trainer); U20-Meister
- 2011 Österreichischer Vizemeister mit dem EC KAC (als Co-Trainer)
- 2012 Österreichischer Vizemeister mit dem EC KAC (als Co-Trainer)
- 2013 U20-Vizemeister mit dem EC KAC
- 2014 U20-Meister mit dem EC KAC